# 阿尔夫·米切尔
阿尔夫·米切尔（英語：Alf Mitchell，1941年5月18日—），澳大利亚男子田径运动员。他曾代表澳大利亚参加1962年大英帝国和英联邦运动会田径比赛，获得男子标枪金牌。